# Лесья (приток Ялбынъя)
Лесья (устар. Лес-Я) — река в России, протекает по Берёзовскому району Ханты-Мансийского АО. Устье реки находится на 40-м км левого берега реки Ялбынъя. Длина реки составляет 18 км.

## Данные водного реестра
По данным государственного водного реестра России относится к Нижнеобскому бассейновому округу, водохозяйственный участок реки — Северная Сосьва, речной подбассейн реки — Северная Сосьва. Речной бассейн реки — (Нижняя) Обь от впадения Иртыша.